# Paraclius
Paraclius is een vliegengeslacht uit de familie van de slankpootvliegen (Dolichopodidae).

## Soorten
- P. aberrans Robinson, 1964
- P. alternans (Loew, 1864)
- P. claviculatus (Loew, 1866)
- P. consors (Walker, 1852)
- P. filifer (Aldrich, 1896)
- P. flagellatus (Harmston, 1952)
- P. floridensis Robinson, 1964
- P. heteroneurus (Macquart, 1850)
- P. hybridus (Melander, 1900)
- P. magnicornis (Van Duzee, 1927)
- P. minutus (Van Duzee, 1921)
- P. nigrocaudatus (Van Duzee, 1918)
- P. ovatus (Van Duzee, 1914)
- P. propinquus (Wheeler, 1899)
- P. pumilio (Loew, 1872)
- P. quadrinotatus (Aldrich, 1902)
- P. utahensis (Harmston and Knowlton, 1946)